# Silvis
Silvis é uma cidade localizada no estado americano de Illinois, no Condado de Rock Island.

## Demografia
Segundo o censo americano de 2000, a sua população era de 7269 habitantes.
Em 2006, foi estimada uma população de 7801, um aumento de 532 (7.3%).

## Geografia
De acordo com o United States Census Bureau tem uma área de
9,4 km², dos quais 9,4 km² cobertos por terra e 0,0 km² cobertos por água. Silvis localiza-se a aproximadamente 179 m acima do nível do mar.

## Localidades na vizinhança
O diagrama seguinte representa as localidades num raio de 8 km ao redor de Silvis.